# Putney (Vermont)
Putney és una població dels Estats Units a l'estat de Vermont. Segons el cens del 2000 tenia 2.634 habitants.

## Demografia
Segons el cens del 2000, Putney tenia 2.634 habitants, 958 habitatges, i 603 famílies. La densitat de població era de 37,9 habitants per km².
Dels 958 habitatges en un 32,5% hi vivien nens de menys de 18 anys, en un 50,5% hi vivien parelles casades, en un 8,5% dones solteres, i en un 37% no eren unitats familiars. En el 27,9% dels habitatges hi vivien persones soles el 7% de les quals corresponia a persones de 65 anys o més que vivien soles. El nombre mitjà de persones vivint en cada habitatge era de 2,43 i el nombre mitjà de persones que vivien en cada família era de 2,99.
Per edats la població es repartia de la següent manera: un 22,6% tenia menys de 18 anys, un 16,5% entre 18 i 24, un 27,5% entre 25 i 44, un 23,7% de 45 a 60 i un 9,8% 65 anys o més.
L'edat mediana era de 36 anys. Per cada 100 dones de 18 o més anys hi havia 108 homes.
La renda mediana per habitatge era de 40.346 $ i la renda mediana per família de 50.170 $. Els homes tenien una renda mediana de 29.922 $ mentre que les dones 25.217 $. La renda per capita de la població era de 18.576 $. Entorn del 6,2% de les famílies i el 8,4% de la població estaven per davall del llindar de pobresa.

## Fills il·lustres
- Jody Williams (1950 -) mestra, Premi Nobel de la Pau de l'any 1997.